# Chana masala
Le chana masala [ˈtʃənaː məˈsaːlaː], aussi connu sous le nom de chole masala, channay ou chholay (pluriel), est un mets populaire des cuisines indienne et pakistanaise. Son ingrédient principal est le pois chiche (nommé चना chana ou काबुली चना ; kabuli chana en hindi et ourdou). Il est relativement sec et épicé avec une note d'agrumes aigres. Les chholay sont vendus comme collation dans les rues en Inde et au Pakistan.

## Ingrédients
Outre les pois chiches, les ingrédients sont généralement de l'oignon, des tomates hachées, des graines de coriandre, de l'ail, des piments, du gingembre, de la poudre de mangue séchée (amchur, parfois orthographié amchoor), des graines écrasées de grenade et du garam masala.

## Diffusion

### Inde
Le chana masala est populaire principalement dans le nord de l'Inde et aussi dans le Gujarat. Dans les régions du Gujarat et du Rajasthan, il est communément cuit à sec, avec des épices piquantes.
En Inde, il est souvent consommé avec un type de pain frit et est connu sous le nom de bhature chole. Il est fréquemment vendu par les vendeurs de rue mais peut aussi être trouvé dans les restaurants.
Au Kerala, l’appam accompagné de chana masala est l'un des principaux plats pour le petit déjeuner. Le chana masala est connu sous le nom de kadala curry chez les Keralais.

### Pakistan
L'aloo chole est une variante pakistanaise de chana masala fait avec des pommes de terre ainsi que des pois chiches. À Lahore, une variante du plat, appelée murgh cholay, est populaire. Le plat se compose de pois chiches et de poulet et fait partie du petit déjeuner traditionnel de Lahore.